# Anton Ilg
Anton Ilg (* 30. März 1919 in Geislingen an der Steige; † 19. März 1995 in Göppingen) war ein deutscher Mechaniker und Politiker (CDU). Von 1960 bis 1980 war Ilg Mitglied des Landtags von Baden-Württemberg.

## Leben und Wirken
Anton Ilg, der gelernter Maschinenschlosser war und zeitweise auch als Werkzeugschlosser arbeitete, leistete zwischen 1939 und 1945 seinen Reichsarbeitsdienst und seinen Wehrdienst und bestand 1948 seine Meisterprüfung. Seit 1952 war er Betriebsratsvorsitzender der Maschinenfabrik Geislingen (MAG), die seit 1929 eine Zweigstelle der Schnellpressenfabrik AG Heidelberg war. Daneben engagierte er sich in de, katholischen Sozialverband Kolpingfamilie und der IG Metall.
Für die CDU saß Ilg seit 1953 im Gemeinderat der Stadt Geislingen an der Steige und seit 1959 im Kreistag des Landkreises Göppingen. Bei den Wahlen zum Landtag von Baden-Württemberg konnte Ilg 1960, 1964, 1968 und 1972 jeweils das Direktmandat im Landtagswahlkreis Göppingen II und 1976 das Direktmandat im neu zugeschnittenen Landtagswahlkreis Geislingen erringen.
Im Jahr 1977 wurde er mit dem Großen Verdienstkreuz der Bundesrepublik Deutschland geehrt und erhielt 1984 die Verdienstmedaille des Landes Baden-Württemberg verliehen.
Ilg war katholisch, verheiratet und hatte drei Kinder.